# Krilatița, Kărdjali
Krilatița (în bulgară Крилатица) este un sat în comuna Kirkovo, regiunea Kărdjali,  Bulgaria. 

## Demografie
Componența etnică a satului Krilatița
     Nicio identificare (2,31%)
     Turci (97,68%)
     Altele (0%)
La recensământul din 2011, populația satului Krilatița era de 173 locuitori. Din punct de vedere etnic, majoritatea locuitorilor (97,68%) erau turci. Pentru 2,31% din locuitori nu este cunoscută apartenența etnică.